# Кольцо царя Соломона (Лоренц)
«Кольцо царя Соломона» (англ. King Solomon's Ring) — научно-популярная книга 1952 года австрийского натуралиста и биолога Конрада Лоренца, лауреата Нобелевской премии по физиологии и медицине (1973), одного из основоположников науки о поведении животных — этологии. Книга считается одним из лучших образцов популяризации биологических знаний.

## История
Книга была написана австрийским биологом Конрадом Лоренцем в 1949 году, но впервые её опубликовали не на родине автора в Австрии, а в Англии. С 1952 по 2005 годы было шесть английских переизданий, и несколько изданий на других языках. На русском языке «Кольцо царя Соломона» издали только в 1970 году (в издательстве «Знание»). Переводчиком и автором предисловия к русскому изданию стал профессор, доктор биологических наук Евгений Николаевич Панов, лауреат Государственной премии РФ (1993).
«Обе мои книги — и „Кольцо царя Соломона“ и „Человек находит друга“ — можно рассматривать как небольшие и весьма скромные введения в этологию. Я позволяю себе говорить об этом потому, что знаю немало естествоиспытателей, которые обратили внимание на нашу науку именно благодаря этим книгам». — Конрад Лоренц 

### Русскоязычные издания
- Конрад Лоренц. Кольцо царя Соломона. Перевод: Евгений Панов, Издательство: Знание, Год: 1970, 224с (Обложка книги, в одном из интернет-магазинов.)
- Конрад Лоренц. Кольцо царя Соломона. Перевод: Евгений Панов, Издательство: Знание, Год: 1978, 208с (Обложка книги, в одном из интернет-магазинов.)
- Конрад Лоренц. Кольцо царя Соломона. Перевод: Евгений Панов, Издательство: Знание, Год: 1980, 208с (Обложка книги, в одном из интернет-магазинов.)
- Конрад Лоренц. Кольцо царя Соломона. Перевод: Евгений Панов, Издательство: Римис, Год: 2011, 240с ISBN 978-5-9650-0096-8 (Обложка книги, в одном из интернет-магазинов.)

### Англоязычные издания
- Konrad Lorenz. King Solomon’s Ring. Translated by Marjorie Kerr Wilson. Methuen, London, 1952. 202 pages. ISBN 0-416-53860-6 ссылка

### Немецкоязычные издания
- Konrad Lorenz. Er redete mit dem Vieh, den Vögeln und den Fischen. 1998 ссылка (недоступная ссылка)